# Louis Soullier
Louis Soullier OMI (* 26. März 1826 in Meymac; † 3. Oktober 1897 in Paris) war ein französischer Oblate der Makellosen Jungfrau Maria.
Louis Soullier war der Zweitälteste in einer Familie mit acht Kindern. 1846 trat er zunächst in das Priesterseminar von Tulle ein. Bereits zwei Jahre später begann er das Noviziat bei den Oblaten in Notre-Dame-de-l’Osier. Nach den ewigen Gelübden 1849 empfing er am 25. Mai 1850 von Erzbischof Eugen von Mazenod in Marseille die Priesterweihe.
Er widmete sich zunächst vor allem dem Predigen von Volksmissionen, war an der Wiederbelebung der Marienwallfahrt in Notre-Dame de Sion beteiligt und war Superior der Oblatenniederlassungen in Limoges (1854/55) und Nancy (1855–1858). In der Folge wurde er beauftragt, neue Missionshäuser in Autun (1858) und Angers (1860) zu gründen, deren jeweils erster Superior er war. 1861 wurde er für kurze Zeit Vize-Provinzial der Provinz Nord-Frankreich.
Im Jahr 1867 wurde er vom Generalkapitel in Autun in den Generalrat der Kongregation der Oblaten gewählt und unterstützte fortan 26 Jahre lang den Pater General Joseph Fabre in der Ordensleitung. In dieser Tätigkeit war er insbesondere für die Außenbeziehungen der Ordensgemeinschaft zuständig. Neben den europäischen Ordensprovinzen besuchte er auch Missionen und Vikariate in Nordamerika (1876 Erzbistum  Saint-Boniface und Texas, 1883 Saint-Boniface, Mackenzie und St. Albert), Asien (1878 Ceylon) und Afrika (1888 Südafrika).
Am 11. Mai 1893 schließlich wurde er  Nachfolger von Joseph Fabre als Generaloberer der Oblaten, nachdem er in der Zeit der Vakanz bereits zum Generalvikar bestimmt worden war. Auf seine neue Aufgabe war er durch seine langjährige Tätigkeit an der Seite Pater Fabres gut vorbereitet. Auch während seiner Amtszeit als Generaloberer setzte er seine Reisetätigkeit fort (1894 USA). Des Weiteren war er sehr um den Ordensnachwuchs bemüht, mit dessen Ausbildung er sich in einem umfangreichen Rundschreiben befasste. Er gründete Noviziate in Soto (Spanien, 1894), Angers (Frankreich, 1895) und Bestin (Belgien, 1896). Nach Verhandlungen mit der Regierung des Deutschen Reichs gelang ihm die Gründung einer deutschen Ordensprovinz, die am 3. Mai 1895 im Bistum Fulda errichtet wurde (Bonifatiuskloster Hünfeld). Schließlich wurde unter seiner Ägide noch ein Haus in Australien (1894) und eine Mission in Cimbebasia Inferiore (Namibia, 1896) gegründet.
Am 3. Oktober 1897 starb er in Paris.